# 臺中市立豐原高級中等學校
臺中市立豐原高級中等學校 （英語：Taichung Municipal Feng Yuan Senior High School，FYSH），簡稱豐原高中、豐中，是一所位於臺灣臺中市豐原區的普通型高級中等學校。

## 歷史
1954年，中華民國政府為了因應中国人民解放军可能的攻擊，命令各級學校在鄉間地區設置分校，以利防空疏散，臺灣省立臺中第一中學因此於臺中縣豐原鎮設立「翁子分部」，是豐原高中的前身。
1968年，配合九年國民義務教育政策，實施「省辦高中，縣市辦初中」，接辦臺中縣立豐原中學高中部的末屆高二、高三學生，獨立設校為「臺灣省立豐原高級中學」，隸屬臺灣省政府教育廳管轄，即省立豐中。後來，於2000年，因應精省改隸教育部，為「國立豐原高級中學」。臺中縣市合併後，2017年1月1日，改隸臺中市政府，更名為「臺中市立豐原高級中等學校」。

## 歷任校長
豐原高中歷任校長如下：
| 任期 | 校長     | 任期                         | 備註                             |
| ---- | -------- | ---------------------------- | -------------------------------- |
| 1    | 鄭繼孟   | 1968年8月－1982年2月         | 獨立設校後首任                   |
| 2    | 沙鎮安   | 1982年3月－1983年9月         | 因禮堂倒塌事故，被臺灣省政府調職 |
| 3    | 王振賢   | 1983年9月－1991年8月         |                                  |
| 4    | 張廖貴洋 | 1991年8月－1995年8月         |                                  |
| 5    | 張自強   | 1995年8月－2002年1月         | 任內改制為國立                   |
| 6    | 陳永昌   | 2002年2月－2002年7月         |                                  |
| 7    | 曾英三   | 2002年8月－2010年8月         |                                  |
| 8    | 鍾萬生   | 2010年2月－2010年7月         |                                  |
| 9    | 匡格非   | 2010年8月－2018年7月         | 任內改制為市立                   |
| 10   | 羅瑞宏   | 2018年8月－2023年3月24日     | 因學生自殺事件遭調離，後撤職     |
| 代理 | 張凱翕   | 2023年3月17日－2023年7月31日 | 督學代理                         |
| 11   | 廖敏樂   | 2023年8月1日－               | [ 6 ]                            |

## 相關事件

### 禮堂倒塌
1983年8月24日舉行新生入學訓練時，因連日豪雨導致發生禮堂倒塌事故，造成26死86傷，校長沙鎮安因此事故被臺灣省政府調職。

### 教職員涉嫌霸凌致學生輕生
2023年2月發生學生輕生案，該生父親於3月與人本教育文教基金會及數名民意代表共同召開記者會，指控自殺的原因可能是不堪承受學校不當管教所帶來的壓力。臺中市政府教育局認定校方處理此事態度消極，將校長、主任教官、教官等七人調離現職調查。校方後將學務主任、主任教官以及兩名學務創新人員等人，移送考核會或相關委員會行政議處。而台中市教育局將校長羅瑞宏處分記大過一次並拔除校長職務。
校方雖曾認定此案不成立霸凌，但經申復及再次調查後，隔年2月認定霸凌案成立。

### 教官性騷擾事件
2023年5月16日，人本教育基金會再次召開記者會，指控霸凌上述輕生案的男學生的主任教官涉嫌性騷擾一名女學生（下稱乙生）。
人本教育基金會稱，該主任教官不僅騷擾乙生，還惡意竄改其出缺勤紀錄以致乙生遭記過無法畢業。乙生遭性騷擾後曾試圖向校方及市政府申訴，但校方置之不理。此後女學生向臺中市政府教育局進行申訴，但是臺中市政府教育局沒有啟動性平調查，直到原校長遭撤職，新校長上任後才召開性平會。

## 外部連結
- 官方网站（繁體中文）